# Clydonium garitai
Clydonium garitai là một loài tò vò trong họ Ichneumonidae.